# Taojia
Taojia (kinesiska: 陶家) är en köping i sydvästra Kina. Den ligger i stadsdistriktet Jiulongpo i storstadsområdet Chongqing, omkring 32 kilometer sydväst om det centrala stadsdistriktet Yuzhong. Antalet invånare är 16 467. Befolkningen består av 7 896 kvinnor och 8 571 män. Barn under 15 år utgör 11,0 %, vuxna 15-64 år 74 %, och äldre över 65 år 14,0 %.